# Charles Bruneau
Pour les articles homonymes, voir Bruneau.
Charles Bruneau, né le 19 novembre 1883 à Givet, et mort le 3 août 1969 dans le 14e arrondissement de Paris, est un linguiste et philologue français.

## Biographie
Étudiant à la Faculté des lettres de Paris, il est reçu deuxième à l'agrégation de grammaire (1906) puis il est diplômé de l'École pratique des hautes études (EPHE). Il enseigne d'abord au lycée d'Évreux (1906) puis au lycée de Reims (1910) avant de devenir docteur ès lettres en 1913. Il est ensuite maître de conférences (1913), professeur adjoint de langue et littérature romanes (1920), professeur sans chaire (1921) puis professeur d'histoire des parlers lorrains (1923) à la Faculté des lettres de Nancy. À partir de 1933, il est maître de conférences de philologie française à la Faculté des lettres de Paris avant d'être professeur sans chaire (1934) puis professeur d'histoire de la langue française en 1937 jusqu'à sa retraite en 1954 où il est également professeur émérite. Il fut combattant dans l'armée française pendant la Première Guerre mondiale.
Il a grandi dans la pointe de Givet, où la langue de communication était le wallon dans un département où la langue dominante était le champenois. Il passa ensuite régulièrement ses vacances dans le village de Chooz, où il pouvait parler avec les gens et escalader les roches. Ceci le poussa, à l’instigation de Jules Gilliéron, à effectuer des enquêtes dialectologiques dans toute la région autour de Givet, tant en France qu’en Belgique.
Ses résultats furent publiés dans quatre ouvrages :
- Étude phonétique des patois d’Ardenne (1913), où il explique le système de notation phonétique qu’il utilisera.
- La limite des dialectes wallon, champenois et lorrain en Ardenne (1913) où il trace les frontières des trois langues régionales en question (wallon, champenois et lorrain).
- Enquête linguistique sur les patois d’Ardenne, tome I (1914), où il donne les formes dialectales récoltées dans ses 93 points pour les mots français allant de A à L (940 mots, de « abaisser » à « luzerne ».
- Enquête linguistique sur les patois d’Ardenne, tome II (1926), idem pour le reste de l’alphabet (764 mots, de « ma » à « y »).

Charles Bruneau a repris  l’Histoire de la langue française de Ferdinand Brunot, à la mort de ce dernier : il en a publié les tomes XII et XIII (1948-1972). Il a également repris et refondu le Précis de grammaire historique de la langue française de ce dernier, à la suite de quoi il a été connu sous le nom de Brunot et Bruneau.
Il a également collaboré avec de nombreuses revues telles que Le Pays lorrain, les Annales de l'Est, Romania, Europe, la Revue critique, la Revue d'histoire littéraire de la France, Philologia, la Revue de linguistique romane, Les dialectes belgo-romans, Archiv für das Studium der neueren Sprachen und Literatur et Le français moderne.
Époux de Marie Esteve (1896-1982), il a quatre enfants, dont Anne (1920-2015), mère de Pascal Quignard, et Jean, universitaire spécialiste de Gustave Flaubert.

## Ouvrages
- Étude phonétique des patois d’Ardenne, 1913 (thèse de doctorat)
- La limite des dialectes wallon, champenois et lorrain en Ardenne, 1913 (thèse complémentaire)
- Enquête linguistique sur les patois d’Ardenne, tome I, 1914
- Ma guerre 1914-1918 (1919/2022), Éditions Charles-Bruneau et Terres ardennaises
- Charles d'Orléans et la poésie aristocratique, 1924
- Enquête linguistique sur les patois d’Ardenne, tome II, 1926
- Manuel de phonétique, 1927 (2de édition en 1931)
- Précis de grammaire historique de la langue française, 1933 ; d'autres éditions en 1936, 1949 et 1956) avec Ferdinand Brunot
- Édition de la Chronique historique de Philippe de Vigneulles, 1927-1933, 4 volumes
- Grammaire et linguistique : causeries prononcées aux postes du réseau français de la Société Radio-Canada, Montréal, Éditions Bernard Valiquette, [1940 ?], 154 p. « Avant-propos de L.H. » (Léopold Houlé). Conférences « prononcées au cours de la saison 1939-1940 de Radio-Canada »
- Histoire de la langue française de Ferdinant Brunot : tome XII (1948), tome XIII (1) (1953) et tome XIII (2) (1972)
- Corpus général des philosophes français, collaboration au tome XLI
- Il a également édité des ouvrages pour « les Bibliolâtres de France », écrit des manuels et des cours pour la Sorbonne et s'est occupé de chroniques sur la langue française dans des quotidiens et à la radio[4],[6]